# David Carr-Brown
David Carr-Brown, né le 8 septembre 1956 dans le nord de l'Angleterre et installé en France depuis 1978, est un réalisateur, caméraman, scénariste et monteur de documentaires télévisuels. Journaliste spécialiste de l'investigation et de l'enquête de terrain, il a exploré des sujets de société souvent épineux, à l'image des films République Atomique, Intérieur Nord et Les Mauvais Garçons, diffusés par Arte ou France Télévisions. 

## Biographie

### Naissance d'un autodidacte
Originaire de la petite ville de Hull dans le comté du Yorkshire au nord de l'Angleterre, David doit composer avec une éducation jalonnée de nombreux déménagements, et décide de brusquement quitter son lycée. Il achète alors une caméra Bolex et apprend à faire des films en solitaire. Son premier court-métrage, il le réalise sur Kazuo Ishiguro, ami d'enfance et futur prix Nobel de littérature. À dix-sept ans, et sans diplôme secondaire, il rejoint les Beaux-Arts de l'Université Hallam à Sheffield, qui lance alors le premier département média et cinéma du royaume. Il y perfectionne ses connaissances pratiques et obtient en 1977 son diplôme en « fine arts », spécialité « Directeur de la photographie », avant de quitter la terre d'Angleterre pour la France en 1978.

### Premiers pas à la télévision, et faux-départ
Tout juste débarqué de l'autre côté de la Manche, il fait la connaissance du Directeur Général du CNRS Jean-Michel Arnold, qui vient de créer un département audiovisuel et embauche David pour filmer des interviews de figures culturelles du début du siècle. Parcourant la France avec sa caméra, il capte des entretiens de Jean Rouch, Germaine Delbat, Suzy Delair, ou Claude Autant-Lara. Il fait ensuite la connaissance de Hervé Brusini, futur Directeur de l'Information de France Télévisions, qui mène une thèse sur la thématique de l'enfermement. Embauchés par Pierre Desgraupes, les deux journalistes font le tour du monde pour réaliser un long reportage sur l'apparition des angoisses sécuritaires, telles que la ceinture de sécurité ou la naissance des caméras de surveillance, avec le soutien du philosophe Michel Foucault. Tranquillement la Peur est diffusé le 1er mars 1982 sur Antenne 2, un format documentaire de cinquante-deux minutes dont le sujet intéresse[réf. nécessaire].
Avec Pierre Bourgeois, Thierry Secretin et Jean-Marc Fombonne, il co-fonde en 1983 le département audiovisuel de l'agence de photographie de presse Gamma, qu'ils nomment Gamma Television. Maîtrisant le nouveau format d'enregistrement Betacam, il planifie un reportage sur le bateau écologiste du Rainbow Warrior qui vient d'être coulé dans un port néo-zélandais, avec des moyens de production importants. Après avoir vendu son sujet à des chaînes internationales, il est finalement abandonné par RFO, et doit tout annuler. Un faux-départ, qui l'empêche de travailler à la télévision durant plusieurs mois.

### Création de Final Touch, et films avec Artline
Tout en préparant son retour dans le monde du petit écran, il profite de son temps-libre pour filmer des pièces de théâtre, réaliser des films sur la mode, l'industrie et tourne également un format court où le philosophe Alain Finkielkraut et l'entraîneur de football Guy Roux discourent sur leurs passions respectives.
Pour accélérer son retour a télévision, il crée son entreprise de productions de films, qu'il nomme Final Touch, en 1988. Une petite dizaine d'années de création documentaire, marquées par le montage d'un film sur les relations entretenues par l'écrivain Jean-Paul Sartre avec la psychanalyse freudienne, la réalisation d'une enquête télévisuelle sur les ghettos noirs américains avec son ami journaliste Pascal Dupont, nommée Black Ghetto, ainsi qu'une exploration sociétale sur le machisme en Europe. Tous diffusés par Arte, avec qui il entame une longue collaboration, ces trois films journalistiques lancent la carrière de Carr-Brown qui conclue cette période entrepreneuriale avec deux nouveaux documentaires, dont une investigation sur le massacre survenu au sein de la secte de l'Ordre du Temple solaire en décembre 1995, écrite et réalisée pour France 2.
Mais sa carrière décolle véritablement au tournant du nouveau millénaire, avec trois films tournés pour la société Artline Films. Le premier, qu'il réalise en s'inspirant du livre de Dominique Lorentz Une Guerre, est une enquête filmée qui démêle les fils tortueux de la politique atomique franco-américaine des cinquante dernières années, responsable de la prolifération de la bombe nucléaire dans le monde. Programmé par Arte, le 14 novembre 2001, République Atomique est un accomplissement pour David[source insuffisante], immédiatement suivi par la réalisation du rêve de tout journaliste : il s'y reprend à trois fois, et réussit à infiltrer le pays très cloisonné de la Corée du Nord. Utilisant le cinéma de la dictature communiste comme une source journalistique, il confronte des plans de films nord-coréens avec des captations de longs témoignages d'habitants locaux sur ces œuvres identitaires, dévoilant une réalité peu connue: au delà du contrôle des cerveaux et de la famine, Intérieur Nord nous permet de découvrir des individus heureux, apaisés, en paix avec eux-mêmes. 
Cette phase est achevée par un long format sur la banlieue française, réalisé entre 2003 et 2004 : avec deux autres journalistes, David passe une année avec des bandes de jeunes de Creil, la caméra sur l'épaule, pour montrer leur quotidien. Enquête télévisuelle de quatre-vingt-dix minutes, Les Mauvais Garçons explique les causes de la violence des cités, dont l'isolement progressif et la pauvreté ont rendu ses habitants désabusés, et mal dans leur peau. Une quadrilogie de films nommée Chroniques de la Violence Ordinaire est diffusée à une heure de grande écoute par France Télévisions, en février 2005, avec un réalisme sociologique qui contraste avec l'image médiatique négative véhiculée sur les jeunes des quartiers défavorisés. Malgré sa visibilité, cette série documentaire ne réussira pas à éviter les émeutes d'octobre 2005, dont la violence témoigne du mal-être ressenti par toute une génération de jeunes français.

### Plongée dans le FBI, semi-retraite et enseignement du journalisme
Carr-Brown décide alors de se reposer, et ne reprend la route de la réalisation documentaire qu'à la fin de la décennie. Avec son ami le journaliste d'investigation Fabrizio Calvi, ils étudient l'histoire du FBI, interviewant à New York près d'une centaine d'ex-agents du fameux bureau fédéral d'enquête américain. Coécrits et coréalisés par David et Fabrizio, un livre ainsi qu'une série journalistique filmée paraissent, cette dernière étant diffusée par France 5 en février 2010, sobrement intitulée FBI. 
En semi-retraite, le quinquagénaire passe la décennie suivante entre sa famille et l'école supérieure de journalisme de Paris, où il donne des cours. Hormis quelques piges çà et là, il ne revient sur le devant de la scène télévisuelle qu'en 2018, avec un long film journalistique sur la main mise du géant du commerce en ligne Amazon au cœur du marché international. Diffusé par Arte et disponible sur la plateforme virtuelle de Youtube, L'irrésistible ascension d'Amazon est suivi quatre années plus tard par un autre documentaire au sujet connexe, et programmé par la chaîne culturelle allemande. Écrit et réalisé par David avec une jambe cassée, Votre santé un trésor très convoité narre l'ingérence grandissante des GAFAM dans le monde de la santé, et se retrouve co-diffusé par plusieurs chaînes européennes dont Arte, mais aussi Planète Poland et Radio Télévision suisse. Installé à Amiens depuis l'année 2022, Carr-Brown multiplie les problèmes de santé et doit faire face à son éviction de l'école de journalisme pour cause d'âge avancé, ce qui ne l'empêche pas de continuer à travailler. Depuis de nombreuses années, il prépare une autre investigation filmée, consacrée au cold-case d'une agente secret française qui a notamment inspiré le film Nikita de Luc Besson, et dont il a déjà publié une première avancée écrite sur le site d'information helvète du sept mook.

## Filmographie
- 1982 : Tranquillement la peur, co-écrit et co-réalisé par Carr-Brown et Hervé Brusini, collaboration avec Michel Foucault (documentaire, 52 minutes), Antenne 2.
- 1993 : Black Ghetto, co-écrit avec Pascal Dupont, tourné, réalisé et monté par Carr-Brown (documentaire, 52 minutes), Thema pour Arte.
- 1996 : Autopsie d'un massacre, co-écrit et co-réalisé par Carr-Brown et David Cohen (documentaire, 49 minutes), France 2.
- 1996 : Débandade, co-écrit par Carr-Brown et Pascal Dupont, réalisé par Carr-Brown (documentaire, 55 minutes), la Sept/Arte.
- 2001 : République atomique, écrit par Dominique Lorentz, réalisé par Carr-Brown (documentaire, 52 minutes), Arte.
- 2001 : Intérieur Nord, tourné, écrit, réalisé et monté par Carr-Brown (documentaire, 52 minutes), Arte & BBC.
- 2005 : Les Mauvais Garçons, co-écrit et co-réalisé par Carr-Brown, Pierre Bourgeois et Patricia Bodet, tourné par Carr-Brown, Christian Poveda et Pierre Bourgeois (documentaire, 90 minutes), France Télévisions.
- 2010 : FBI, co-écrit et co-réalisé par Carr-Brown et Fabrizio Calvi (documentaire, 52 minutes), France 5.
- 2018: L'Irrésistible ascension d'Amazon, écrit et réalisé par Carr-Brown (documentaire, 88 minutes), Arte.
- 2022 : Votre santé, un trésor très convoité, écrit et réalisé par Carr-Brown (documentaire, 83 minutes), Arte, Radio Télévision Suisse, Radio Télé Belge Francophone, LCP, Planète Poland.